# Cocottea lineata
Cocottea lineata är en insektsart som beskrevs av Williams 1977. Cocottea lineata ingår i släktet Cocottea och familjen vedstritar.
Artens utbredningsområde är Mauritius. Inga underarter finns listade i Catalogue of Life.